# Eduardo Aguado López
Eduardo Aguado López (Ciudad de México, 29 de agosto de 1955) es un sociólogo e investigador de la Facultad de Ciencias Políticas y Sociales de la Universidad Autónoma del Estado de México (UAEM). Es fundador de Redalyc.org (Red de Revistas Científicas de América Latina, El Caribe, España y Portugal) y de AmeliCA.

## Formación
Recibió en 1988 el grado de Licenciado en Sociología por la Universidad Autónoma Metropolitana (UAM, México); estudió la Maestría en Sociología en la Facultad de Ciencias Políticas y Administración Pública de la Universidad Autónoma del Estado de México (UAEMéx, México); obtuvo el grado de doctor en Enseñanza Superior por el Centro de Investigación y Docencia en Humanidades del Estado de Morelos (CIDHEM, México).

## Trayectoria
Eduardo Aguado fue investigador de El Colegio Mexiquense, A. C. (1986-1999). Es fundador (2002) de la Red de Revistas Científicas de América Latina, El Caribe, España y Portugal (Redalyc.org), de la que es director general. Asimismo, es  fundador (2018) de AmeliCA (iniciativa promovida por Unesco, el Consejo Latinoamericano de Ciencias Sociales-CLACSO y Redalyc), donde forma parte del Consejo Directivo. Ha trabajado de manera continua en la promoción del Acceso Abierto y en el análisis del proceso de comunicación e impacto de la ciencia generada en el sur global. Ha impartido cursos y conferencias en diversos países de América y Europa, en los que ha abordado temáticas como: 
- Educación superior;
- Visibilidad y difusión de la ciencia;
- Repositorios y tecnologías para el Acceso Abierto;
- Comunicación y divulgación de la ciencia;
- Problemática y mejoramiento de procesos editoriales de revistas científicas;
- Bibliometría y caracterización al desempeño científico;
- Epistemología y comunicación de la ciencia;
- Redes sociocientíficas.

En la actualidad, Eduardo se desempeña como profesor-investigador de tiempo completo de la Facultad de Ciencias Políticas y Sociales de la Universidad Autónoma del Estado de México (1987 a la fecha). Asimismo, es Investigador Nivel II del Sistema Nacional de Investigadores (SNI, México). 

### Contribución a la ciencia
Eduardo Aguado López ha trabajado continuamente en favor del Acceso abierto y la visibilidad de la ciencia regional, en función de lo cual participó en la redacción de la Ley en México para el Acceso Abierto (2014). A su vez, reconociendo la necesidad de dar visibilidad al conocimiento científico generado en Latinoamérica, Eduardo Aguado López fundó Redalyc en 2002, con la finalidad de dar acceso sin costo a los resultados de investigación generados principalmente en América Latina desde las áreas de ciencias sociales y de humanidades.
De esta forma es que surge Redalyc.org, una base de datos en línea y repositorio digital de textos científicos en acceso abierto, que cuenta en la actualidad (2018) con una colección de 1,229 revistas científicas y 601,501 artículos científicos disponibles a texto completo sin costo alguno. Desde la filosofía del Acceso Abierto, Redalyc promueve la divulgación del conocimiento científico, en torno a la cual ofrece una serie de indicadores. A la par, se ha constituido como un sistema de indización, de visibilidad, de interoperabilidad, de producción editorial y de preservación para las revistas científicas de todo el mundo.
En el ecosistema latinoamericano de acceso abierto y de comunicación científica, Redalyc.org promueve un acceso abierto cooperativo, no lucrativo, sostenible y protegido, en función de lo cual ha promovido iniciativas como la Declaración de México(en conjunto con Latindex, CLACSO e IBICT). Asimismo, Redalyc se ha adherido a la Declaración DORA (San Francisco Declaration on Research Assessment).
Por su parte, Eduardo Aguado López y Arianna Becerril García fundaron AmeliCA en 2018, con la finalidad de consolidar una infraestructura tecnológica y de conocimiento en favor de un Acceso abierto sin fines de lucro para conservar la naturaleza académica y abierta de la comunicación científica, desde un enfoque cooperativo y sostenible. AmeliCA es promovida por la Organización de las Naciones Unidas para la Educación, la Ciencia y la Cultura (UNESCO), el Consejo Latinoamericano de Ciencias Sociales (CLACSO) y Redalyc, y agrupa a más de 50 instituciones que trabajan en favor de un ecosistema de publicación sin cobro por APC (article processing charge), que comparten la visión de superar el paradigma imperante de evaluación académica basado en el Factor de Impacto y lo expresan mediante la firma y adhesión a la Declaración DORA, y que trabajan bajo un paradigma de publicación digital (lenguaje XML bajo el estándar JATS).

## Reconocimientos
- Visitante distinguido, por la Universidad César Vallejo, Perú (2018)
- Premio Nacional del Libro Venezuela, en la categoría de Libro Científico-Técnico, Venezuela (2014)
- Medalla “Dr. Caracciolo Parra y Olmedo” de la Universidad de Los Andes (Venezuela) por el impulso al acceso abierto en América Latina y el Caribe, Venezuela (2011)[4]
- Nota Laudatoria, Facultad de Ciencias Políticas y Sociales, México (2001)[5]

## Publicaciones

### Artículos (recientes)
- Becerril-García, Arianna;  Aguado-López, Eduardo (2018). A Semantic Model for Selective Knowledge Discovery over OAI-PMH Structured Resources. Information, 9(6), 144. https://doi.org/10.3390/info9060144
- Becerril-García, Arianna; Aguado-López, Eduardo (2018). The End of a Centralized Open Access Project and the Beginning of a Community-Based Sustainable Infrastructure for Latin America: Redalyc.org after Fifteen Years The Open Access ecosystem in Latin America. Leslie Chan; Pierre Mounier. ELPUB 2018, Jun 2018, Toronto, Canadá. https://hal.archives-ouvertes.fr/hal-01816693/
- Aguado-López, Eduardo; Becerril-García, Arianna y Godínez-Larios, Sheila (2018). Asociarse o perecer: la colaboración funcional en las ciencias sociales latinoamericanas. Revista Española de Investigaciones Sociológicas, (161). http://dx.doi.org/10.5477/cis/reis.161.3

- Aguilar Bustamante, María Constanza; Aguado López, Eduardo (2018). Diversitas: Perspectivas en Psicología. Un camino de calidad y visibilidad de la disciplina para Colombia y el mundo. Revista Diversitas: Perspectivas en Psicología, 14(1). http://revistas.usta.edu.co/index.php/diversitas/article/view/4472/4215

- Aguado-López, Eduardo; Becerril-García, Arianna; Godínez-Larios, Sheila (2017). Colaboración internacional en las ciencias sociales y humanidades: inclusión, participación e integración. Convergencia Revista de Ciencias Sociales, (75). https://convergencia.uaemex.mx/article/view/4227

- Aguado-López, Eduardo; López-López, Wilson; Becerril-García, Arianna; Salas, Gonzalo (2017). Patrones de internacionalización en psicología desde la revista interamericana de psicología. Revista Interamericana de Psicología/Interamerican Journal of Psychology, 51(2). https://journal.sipsych.org/index.php/IJP/article/view/897/pdf

- Aguado-López, Eduardo; Becerril-García, Arianna (2016). ¿Publicar o perecer? El caso de las Ciencias Sociales y las Humanidades en Latinoamérica. Revista Española de Documentación Científica, 39(4). http://dx.doi.org/10.3989/redc.2016.4.1356

- Aguado-López, Eduardo; Vargas Arbeláez, Esther Juliana (2016). Reapropiación del conocimiento y descolonización: el acceso abierto como proceso de acción política del sur. Revista Colombiana de Sociología, 39(2). http://dx.doi.org/10.15446/rcs.v39n2.58966

- Aguado López, Eduardo; Becerril García, Arianna; Aguilar Bustamante, María Constanza (2016). Universitas Psychologica: un camino hacia la internacionalización. Universitas Psychologica, 15(2). https://doi.org/10.11144/Javeriana.upsy15-2.upci

- Aguado López, Eduardo; Becerril García, Arianna (2016). Producción científica venezolana: apuntes sobre su pérdida de liderazgo en la región latinoamericana. Revista Venezolana de Gerencia, (73). http://produccioncientificaluz.org/index.php/rvg/article/view/21054/20910

- Aguado López, Eduardo; Becerril García, Arianna (2016). Revista Investigación Económica: análisis bibliométrico a partir de redalyc.org, 2005-2014. Investigación Económica, 75(295). http://www.revistas.unam.mx/index.php/rie/article/view/54635/48570
- Aguado López, Eduardo; Becerril García, Arianna (2014). Iberoamérica en la ciencia de corriente principal (Thomson Reuters/Scopus): una región fragmentada. Interciencia, 39(8). http://www.redalyc.org/pdf/339/33931820006.pdf
- Aguado López, Eduardo; Garduño Oropeza, Gustavo; Rogel Salazar, Rosario; Zúñiga Roca, María Fernanda (2012). The need for and the viability of a mediation index in Latin America’s scientific production and publication (Latin American, Caribbean, Spain and Portugal’s scientific journal’s network - Redalyc’s case-). Aslib Proceedings, 64(1). https://doi.org/10.1108/00012531211196684
- Becerril-García, Arianna; Aguado-López, Eduardo; Rogel-Salazar, Rosario; Garduño-Oropeza, Gustavo; Zúñiga-Roca, María Fernanda (2012). De un modelo centrado en la revista a un modelo centrado en entidades: lapublicación y producción científica en la nueva plataforma Redalyc.org. Aula Abierta, 40(2). http://ri.uaemex.mx/handle/20.500.11799/6517
- López López, Wilson; Silva, Luis Manuel; García-Cepero,María Caridad; Aguilar Bustamante, María Constanza; Aguado López,  Eduardo (2011). Retos para la colaboración nacional e internacional en la psicología latinoamericana: un análisis del sistema RedALyC, 2005-2007. Revista Estudos de Psicología, 16(1). http://www.redalyc.org/articulo.oa?id=26119145003

- López López, Wilson; García Cepero, María Caridad; Aguilar Bustamante, María Constanza; Silva, Luis Manuel; Aguado López, Eduardo (2010). Producción científica en la psicología colombiana indexada en Psicoredalyc, 2005-2007. Revista Acta Colombiana de Psicología, 13(2). http://www.redalyc.org/pdf/798/79819279004.pdf

- López López, Wilson; García Cepero, María Caridad; Aguilar Bustamante, María Constanza; Silva, Luis Manuel; Aguado López, Eduardo (2010). Panorama general de la producción académica en la Psicología Iberoamericana, 2005-2007. Revista Papeles del Psicólogo, 31 (3). http://www.redalyc.org/articulo.oa?id=77815136009

- Morales Gaitán, Katia Andrea; Aguado López, Eduardo (2010). La legitimación de la Ciencia Social en las bases de datos científicas más importantes para América Latina. Latinoamérica. Revista de Estudios Latinoamericanos (51). http://www.redalyc.org/articulo.oa?id=64015153008

### Libros
- Olvera-García, Jorge; Gentili, Pablo; Aguado-López, Eduardo; Babini, Dominique; Becerril-García, Arianna (2015). Catálogo de Revistas de Ciencias Sociales y Humanidades REDALYC-CLACSO. Toluca: Redalyc-Universidad Autónoma del Estado de México; Ciudad Autónoma de Buenos Aires, Argentina: Consejo Latinoamericano de Ciencias Sociales. http://ri.uaemex.mx/bitstream/handle/20.500.11799/21846/CatalogoREDALYCCLACSO.pdf?sequence=4&isAllowed=y
- Osorio, Francisco; Arnold, Marcelo; González López, Sergio; Aguado López, Eduardo  (Coord.) (2008). La nueva teoría social en Hispanoamérica. Introducción a la teoría de sistemas constructivista. UAEM. México. ISBN 978-607-422-008-7. http://repositorio.uchile.cl/handle/2250/122256

- Aguado López, Eduardo (1998). Una mirada al reparto agrario en el Estado de México (1915-1992). De la dotación y restitución a la privatización de la propiedad social. El Colegio Mexiquense. México. ISBN 968-6341-94-3.

- Aguado López, Eduardo; Artega Botello, Nelson (1996). Diagnóstico de la Educación Básica en Naucalpan: hacia una propuesta de planeación microregional. H. A. Naucalpan - El Colegio Mexiquense. México. ISBN 968-6341-68-4. http://ri.uaemex.mx/handle/20.500.11799/6612

- Pieck, Enrique; Aguado López, Eduardo (Coords.) (1995). Educación y Pobreza: de la desigualdad social a la equidad. UNICEF - El Colegio Mexiquense.  México. ISBN 968-6341-58-7

- Aguado López, Eduardo (1990). El Conflicto Social en el Campo Mexicano: la lucha por el espacio de reproducción. Investigaciones Nº 2. El Colegio Mexiquense. México. ISBN 968-6341-05-6

### Capítulo de libro
- Aguado-López, Eduardo; Becerril García, Arianna (2014). Redalyc. A platform of visibility for the scientific production published in open access ibero-american journals. Alperin, Juan Pablo; Babini, Dominique; Fischman, Gustavo. Open Access indicators and scholarly communications in Latin America (Eds). Buenos Aires: Consejo Latinoamericano de Ciencias Sociales. http://ri.uaemex.mx/bitstream/handle/20.500.11799/18982/2014RedalycAPlatformOfVisibility.pdf?sequence=1

### Entrevistas
- Impulso a la investigación peruana. 3er Congreso Internacional de Editores Redalyc. Perú (2018): https://www.youtube.com/watch?v=NV6FY8EQfNQ

- Leer para transformar. Cartelera UAEMex (2015): https://www.youtube.com/watch?v=UpYKcmKDMMY

- Conocimiento Abierto. OpenKnowledge: Changing the global course of learning (2014): https://www.youtube.com/watch?v=WXRtzhHNDfc

- Open Access ¿Para quién o para qué? Retuit (2013): https://www.youtube.com/watch?v=--qqI8dlMQs

### Conferencias y participación en seminarios
- Aguado López, Eduardo (2018). La comunicación de la ciencia. Seminario permanente en línea Comunicación de la Ciencia. SIEA, Redalyc, Hemeroteca Digital, Cuerpo Académico Difusión y Divulgación de la Ciencia (UAEM): https://www.youtube.com/watch?v=RWpO9F0i1ZY&t=5200s

- Aguado López, Eduardo (2018). Sistemas de evaluación de la ciencia y del investigador. Seminario permanente en línea Comunicación de la Ciencia. SIEA, Redalyc, Hemeroteca Digital, Cuerpo Académico Difusión y Divulgación de la Ciencia (UAEM): https://www.youtube.com/watch?v=2SY2CCoP6Jc&t=2402s

- Becerril García, Arianna; Aguado López, Eduardo (2018). Una Reflexión sobre el Acceso Abierto a 15 años de la creación de Redalyc. Seminario permanente en línea Comunicación de la Ciencia. SIEA, Redalyc, Hemeroteca Digital, Cuerpo Académico Difusión y Divulgación de la Ciencia (UAEM): https://www.youtube.com/watch?v=4xfvgaSwh8c

- Aguado López, Eduardo; Becerril García, Arianna; Macedo García, Alejandro; Garduño Oropeza, Gustavo; Zúñiga Roca, María Fernanda (2017). Redalyc continua tomando posiciones y definiendo su papel en el ecosistema del sur global de acceso abierto. Encuentro de editores de revistas científicas en ciencias sociales: Oportunidades y desafíos. Colegio Mexiquense: https://www.youtube.com/watch?v=QITmlvcdffE

- Becerril García, Arianna; Aguado López, Eduardo (2017). Redalyc 15 años. Fin de un ciclo, inicio de otro. Sistema de Información Científica Redalyc: https://www.youtube.com/watch?v=SWex1MGmwzQ&t=477s

- Aguado López, Eduardo (2016). Seminario Taller Visibilidad e Impacto de las Revistas Científicas. Universidad de Antioquia, Colombia: https://www.youtube.com/watch?v=dPu3XRg-OC0

- Aguado López, Eduardo (2016). Autores Redalyc. Aprender3C: https://www.youtube.com/watch?v=9G7Hw7hrEUo
- Aguado López, Eduardo (2016). El reto de las revistas electrónicas: del texto al hipertexto. I Congreso Internacional sobre Revistas y Redes Culturales en América Latina. LATINOAMERICANA: https://www.youtube.com/watch?v=7ua2BDJJWt8
- Aguado López, Eduardo; Chávez Ávila, Salvador (2015). Presentación del Portal de Revistas de Ciencias Sociales y Humanidades en colaboración Redalyc-CLACSO. Open Access Week 2015: https://www.youtube.com/watch?v=kQnZqBdmLk0
- Aguado López, Eduardo; Chávez Ávila, Salvador (2015). Presentación de Indicadores de Publicación, Coautoría y Uso de Redalyc. Open Access Week 2015: https://www.youtube.com/watch?v=1nXOZtxYu8k

- Datos: Q5818930
- Multimedia: Eduardo Aguado / Q5818930